# Nuoto ai II Giochi panamericani
Il nuoto ai Giochi panamericani 1955 ha visto lo svolgimento di 16 gare, 8 maschili e 8 femminili.

## Medagliere
| #      | Nazione     | Oro | Argento | Bronzo | Totale |
| ------ | ----------- | --- | ------- | ------ | ------ |
| 1      | Stati Uniti | 10  | 7       | 6      | 23     |
| 2      | Canada      | 4   | 2       | 2      | 8      |
| 3      | Argentina   | 1   | 5       | 4      | 10     |
| 4      | Messico     | 1   | 1       | 3      | 5      |
| 5      | Cuba        | 0   | 1       | 0      | 1      |
| 6      | Cuba        | 0   | 0       | 1      | 1      |
| Totale | Totale      | 16  | 16      | 16     | 48     |

## Podi

### Uomini
| Evento               | Oro                                | Prest.  | Argento           | Prest.  | Bronzo                                                          | Prest.  |
| Stile libero         |                                    |         |                   |         |                                                                 |         |
| 100 m                | Clarke Scholes                     | 57”7    | George Park       | 58”7    | Carl Woolley                                                    | 59”3    |
| 400 m                | James McLane                       | 4'51”3  | Wayne Moore       | 4'53”4  | Oscar Kramer                                                    | 4'56”1  |
| 1500 m               | James McLane                       | 20'04”0 | Oscar Kramer      | 20'09”9 | Gilberto Arango                                                 | 20'37”2 |
| Dorso                |                                    |         |                   |         |                                                                 |         |
| 100 m                | Frank McKinney                     | 1'07”1  | Pedro Galvao      | 1'07”8  | Buddy Baarcke                                                   | 1'07”9  |
| Rana                 |                                    |         |                   |         |                                                                 |         |
| 200 m                | Héctor Domínguez                   | 2'46”9  | Manuel Sanguily   | 2'47”3  | Walter Ocampo                                                   | 2'50”7  |
| Farfalla             |                                    |         |                   |         |                                                                 |         |
| 200 m                | Eulalio Ríos                       |         | Walter Ocampo     |         | William Yorzyk                                                  |         |
| Staffette            |                                    |         |                   |         |                                                                 |         |
| 4x200 m stile libero | Stati Uniti William Yorzyk --- --- | 9'00”0  | Argentina --- --- | 9'09”0  | Canada Allen Gilchrist --- ---                                  | 9'12”2  |
| 4x100 m misti        | Stati Uniti Frank McKinney --- --- | 4'29”1  | Argentina --- --- | 4'33”4  | Messico Clemente Mejía Walter Ocampo Eulalio Ríos Otilio Olguín | 4'35”5  |

### Donne
| Evento               | Oro                            | Prest. | Argento                                                            | Prest. | Bronzo                | Prest. |
| Stile libero         |                                |        |                                                                    |        |                       |        |
| 100 m                | Helen Stewart                  |        | Wanda Werner                                                       |        | Virginia Grant        |        |
| 200 m                | Wanda Werner                   |        | Liliana Gonzalias                                                  |        | Gilda Aranda          |        |
| 400 m                | Beth Whittall                  |        | Carolyn Green                                                      |        | Carol Tait            |        |
| Dorso                |                                |        |                                                                    |        |                       |        |
| 100 m                | Lenora Fisher                  |        | Cora O'Connor                                                      |        | Cynthia Gill          |        |
| Rana                 |                                |        |                                                                    |        |                       |        |
| 200 m                | Mary Lou Elsenius              |        | Mary Jane Sears                                                    |        | Beatriz Rohde         |        |
| Farfalla             |                                |        |                                                                    |        |                       |        |
| 100 m                | Beth Whittall                  |        | Betty Brey                                                         |        | Shelley Mann          |        |
| Staffette            |                                |        |                                                                    |        |                       |        |
| 4x100 m stile libero | Stati Uniti --- ---            |        | Canada Helen Stewart Beth Whittall Gladys Priestley Virginia Grant |        | Argentina --- ---     |        |
| 4x100 m misti        | Stati Uniti Betty Brey --- --- |        | Canada Lenora Fisher Helen Stewart Beth Whittall Virginia Grant    |        | Argentina --- --- --- |        |